# Obilní trh
Obilní trh (německy Getreidemarkt) je náměstí s parkem v Brně, ve čtvrti Veveří, mezi ulicemi Údolní a Gorkého.

## Historie

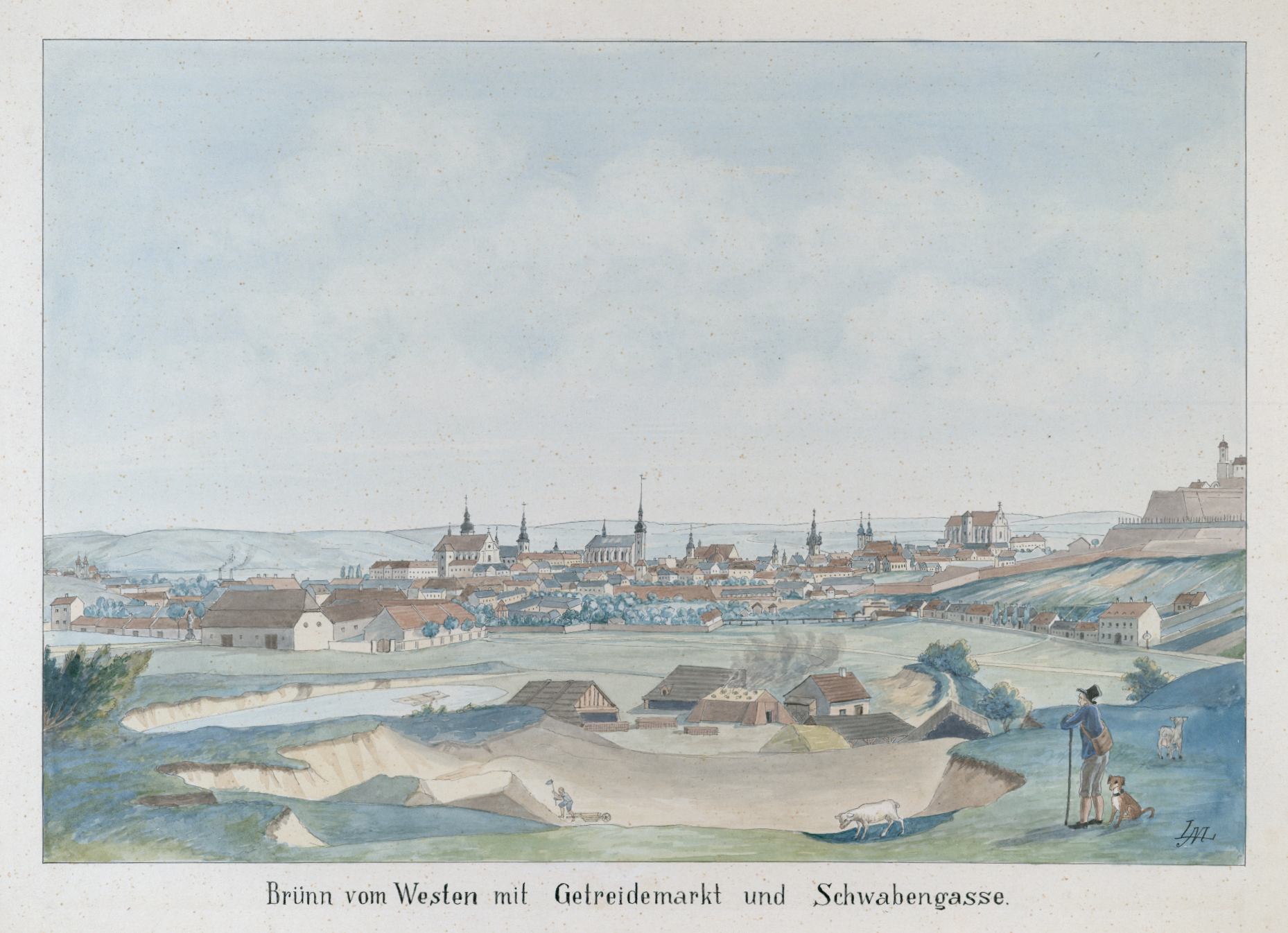
Domnělý pohled z úpatí Kraví hory na Švábku jak mohl vypadat na začátku 19. století, podle Leopolda Masura.

V místě dnešního náměstí bylo v minulosti cvičiště koní, posléze cihelná jáma, která byla v první polovině 19. století zasypána a roku 1834 vydlážděna. Na místě vznikl trh s masem a ke konci 19. století se zde prodávaly zemědělské produkty, což dalo místu název.
Po zboření hradeb zde vznikaly na začátku 70. let 19. století první ulice, vybudována byla i silnice (dnes Joštova) spojující kostel sv. Tomáše a Švábku a na jejím konci vznikl trh s masem. S náměstím se na tomto místě původně nepočítalo, avšak podle regulačního plánu městského stavebního úřadu z roku 1877 byly okolní parcely a náměstí vymezeno. Zástavba kolem náměstí byla realizována v následujícím desetiletí kdy vznikly nájemné domy na východní straně náměstí (např. domy Egidia Philippa či tři domy Huberta Olbertha podle návrhu Wilhelma Dwořaka) a Zemská porodnice ze strany východní. Na jižní straně náměstí stál dnes již neexistující ústav milosrdných sester sv. Karla Boromejského, ze severní strany pak městský sirotčinec založený v letech 1871–1872. Prostor náměstí byl postupně osazován stromy a kruhovými záhony, čímž došlo k zútulnění tohoto prostoru mezi budovami sociálních zařízení.
Roku 1901 byla přes Obilní trh postavena tramvajová trať vedoucí ulicemi Tivoli (dnes Jiráskova) a Údolní. Na konci roku 1902 byl úsek po ulici Tivoli zrušen a za několik týdnů byla trať z Obilního trhu prodloužena do Úřednické čtvrti (dnes zastávka Všetičkova). V letech 1906–1907 byl prostor náměstí parkově upraven.

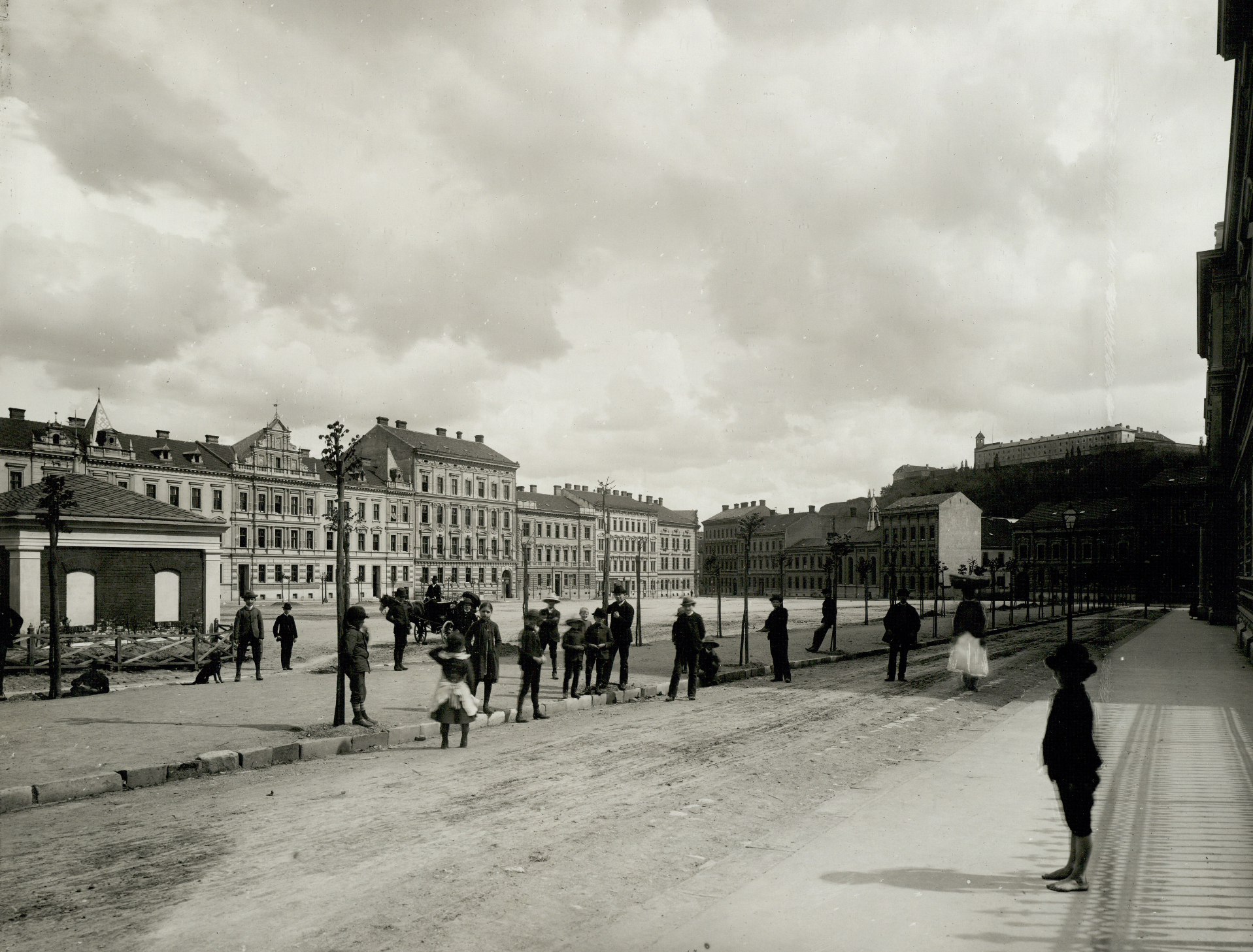
Kolem roku 1890, vlevo viditelný kiosek
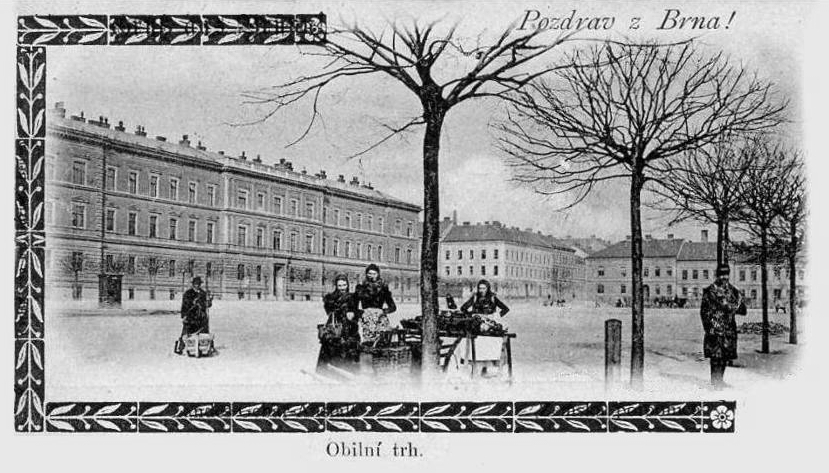
Rok 1898
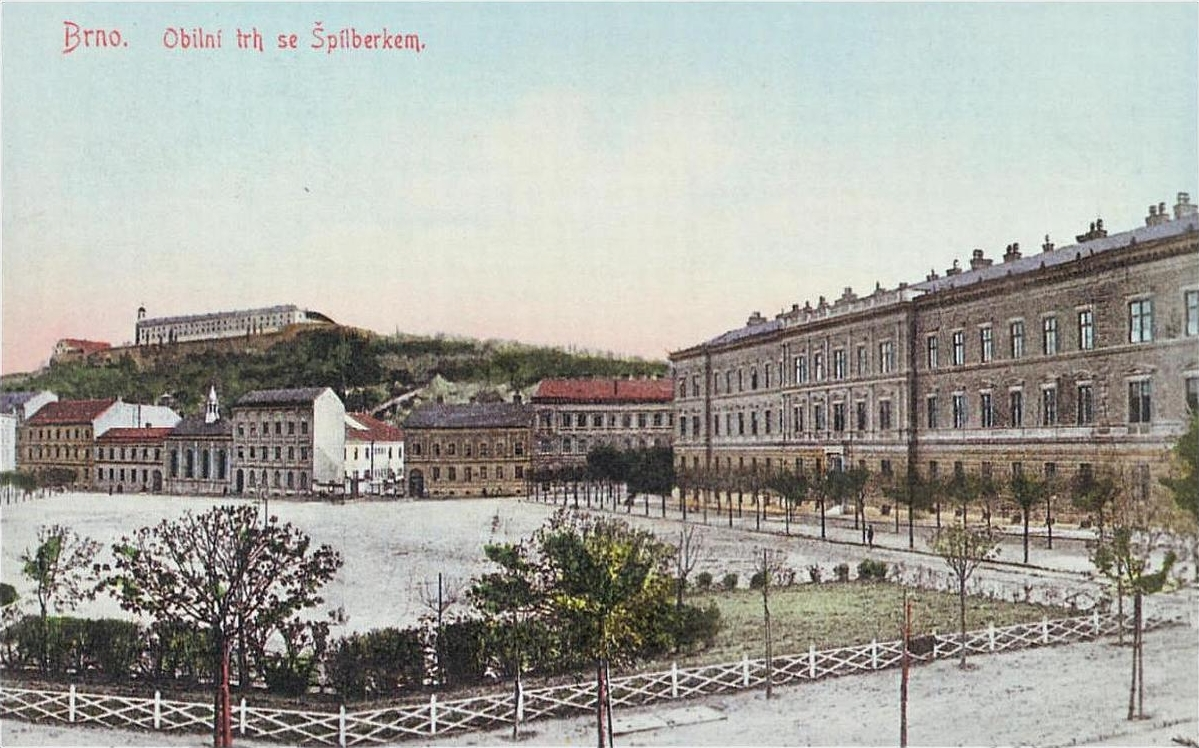
Rok 1899
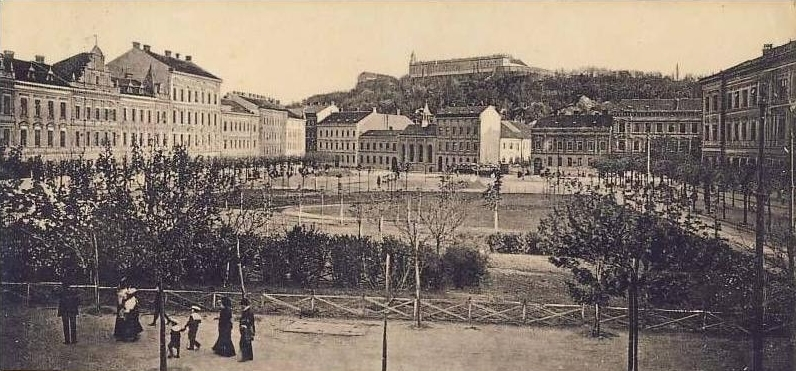
Rok 1902
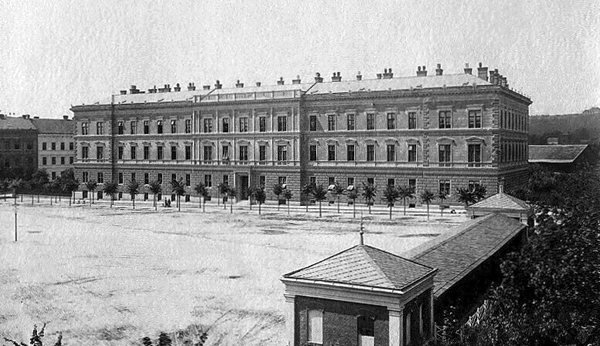
Rok 1902
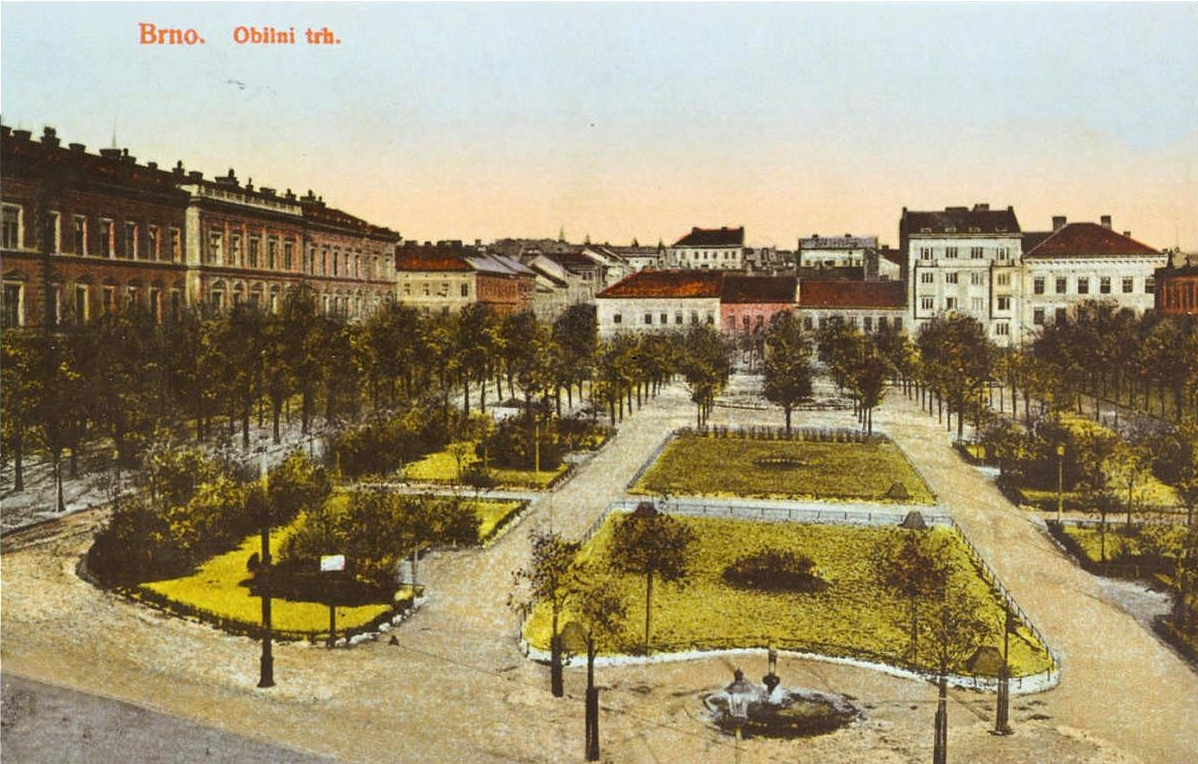
Rok 1913
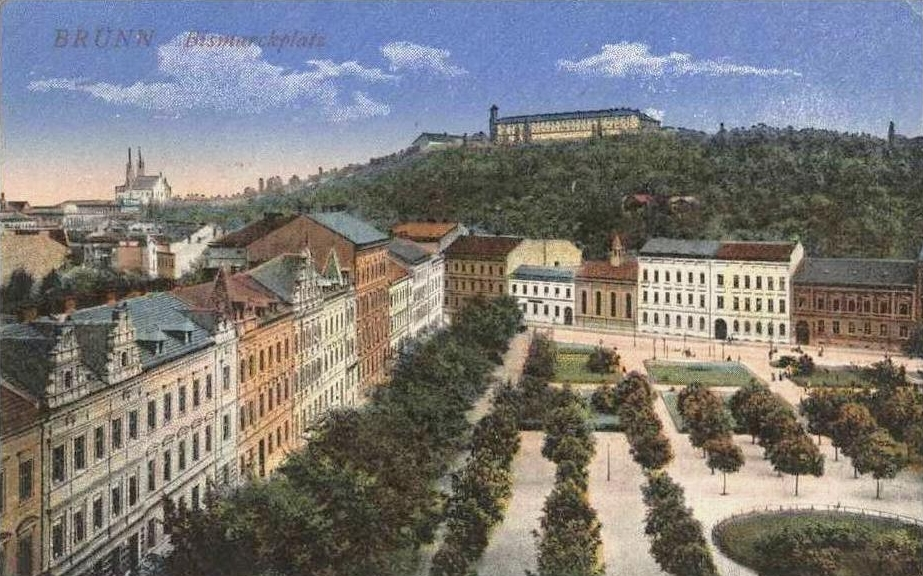
Rok 1915

### Název
Název náměstí byl od svého počátku několikrát změněn, přičemž k úplné změně názvu došlo třikrát. Mezi lety 1915 a 1918 bylo přejmenováno na Bismarckplatz (Bismarckovo náměstí), mezi lety 1946 a 1963 bylo jako Stalingradské náměstí a mezi lety 1963 a 1990 jako náměstí Sovětských hrdinů. Na začátku 30. let byl park nazván Sadem profesora Slováka.

## Vzhled a vybavení parku

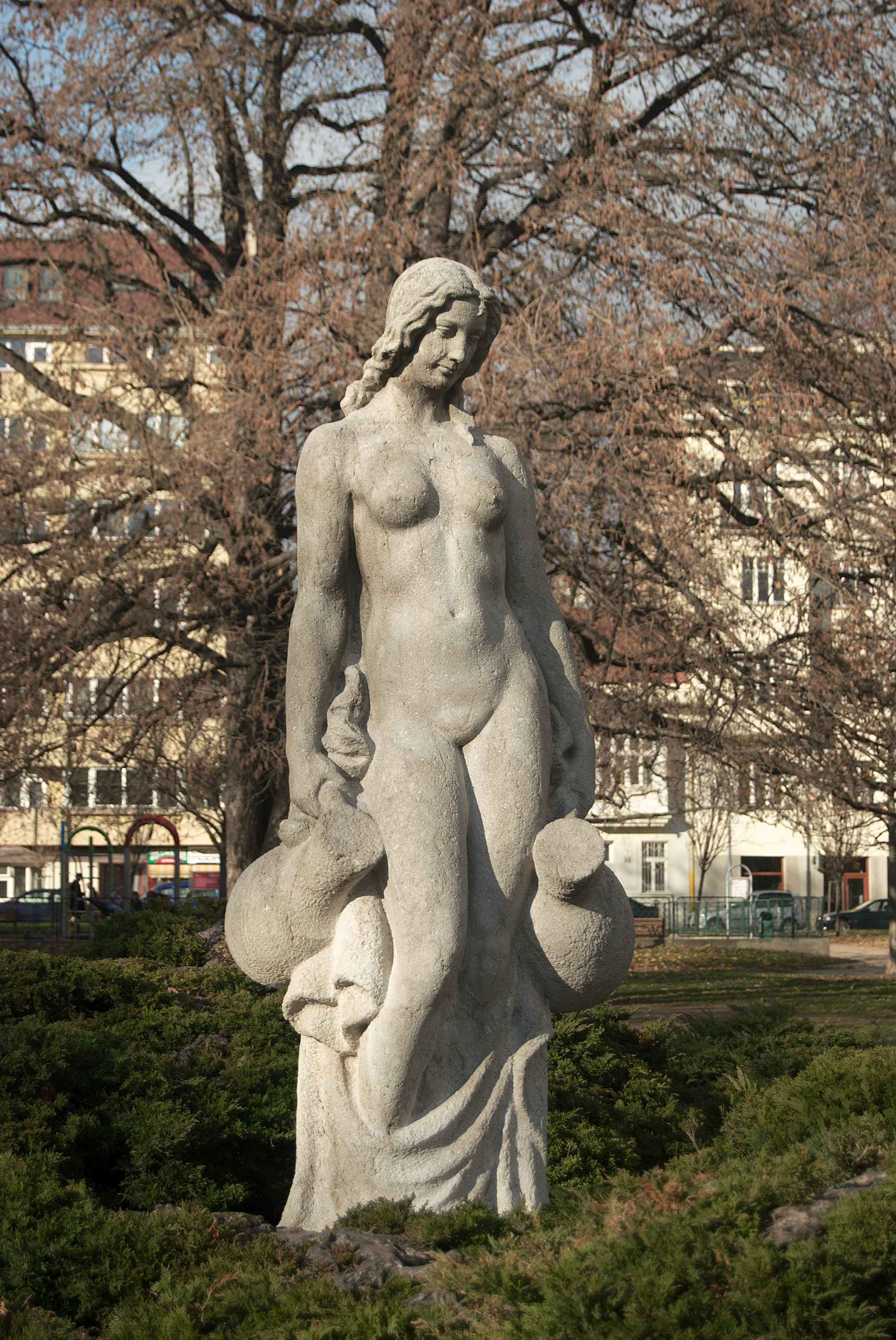
Socha dívky se džbány od Vincence Makovského

Plocha parku o ploše asi 11 000 m2 je členěna pravoúhlou sítí chodníků, dvěma podélnými a třemi příčnými. Kolem parku jsou keře a stromořadí, vprostřed parku dominuje mohutný strom lísky turecké. Ve středovém segmentu parku, poblíž ulice Údolní, stojí mrazuvzdorná mísovitá fontána od architekta Mojmíra Kyselky, umístěná během úprav mezi lety 1947 a 1958. V dalším segmentu stojí socha dívky se džbány jejíž původ není znám. Socha byla označována za starší než park a atribuována Emilu Hlavicovi, avšak má jít o dílo Vincence Makovského, který sochu navrhl v letech 1935–1938 pro kašnu v Mělníku, do parku v polovině 20. století pak byla umístěna její cementová kopie. V posledním segmentu poblíž ulice Gorkého je umístěn dětský park. V parku se nachází několik laviček a poblíž Pivnice u Čápa také zahrádka této restaurace. V parku je také umístěn betonový stolek s šachovými poli díky projektu Šachy na ulici.

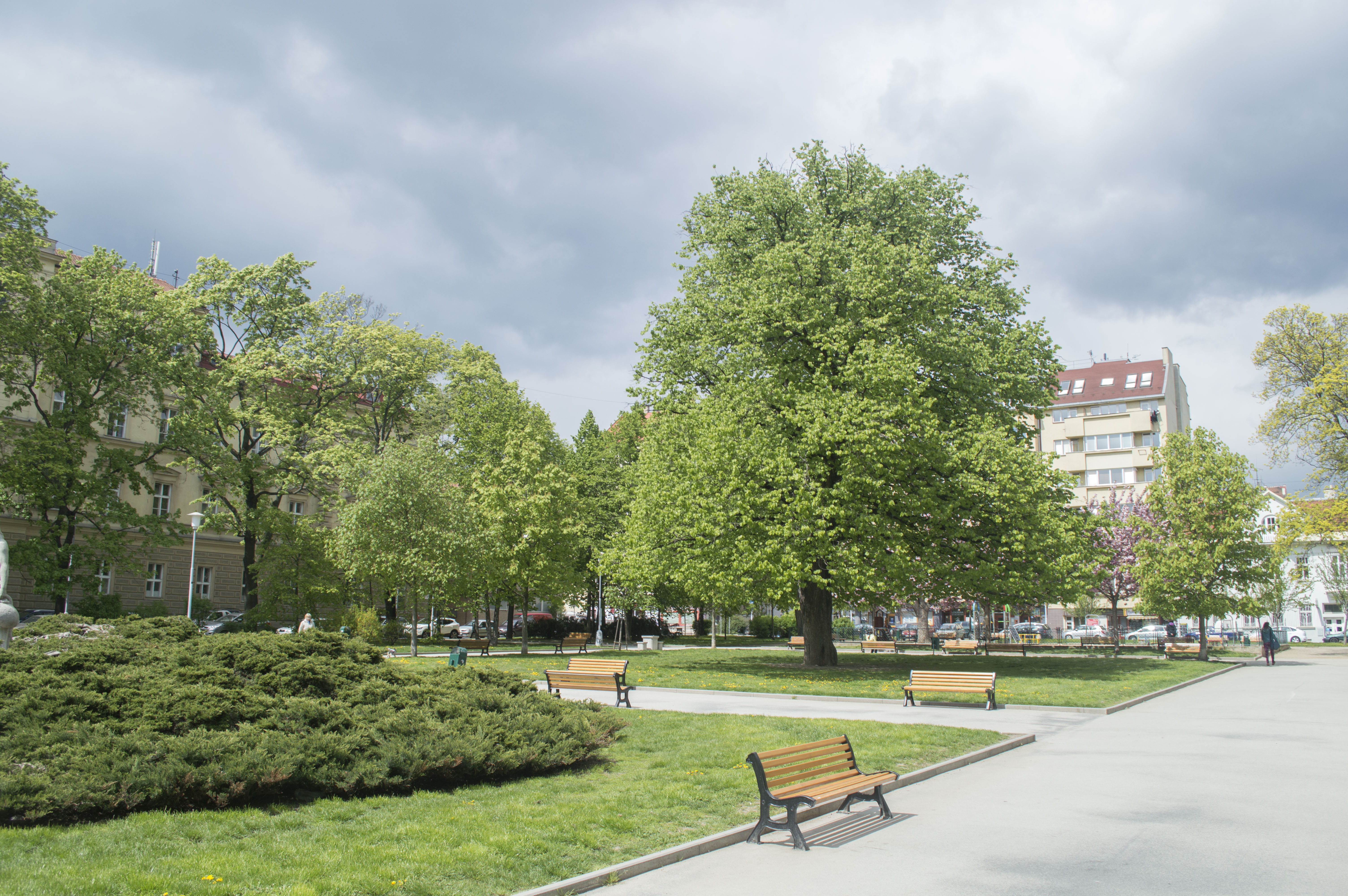
Líska turecká uprostřed parku
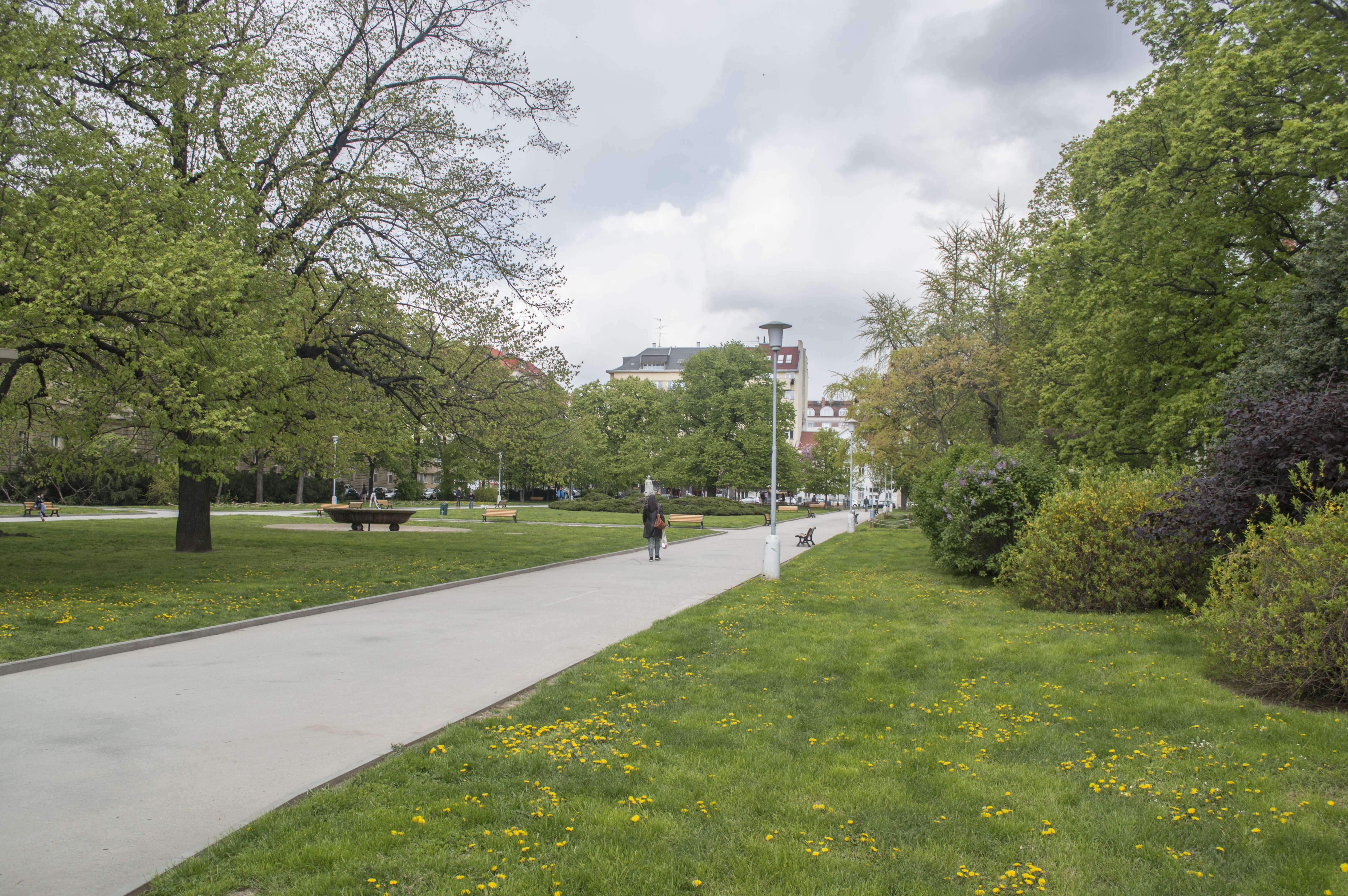
Pohled na park od ulice Údolní
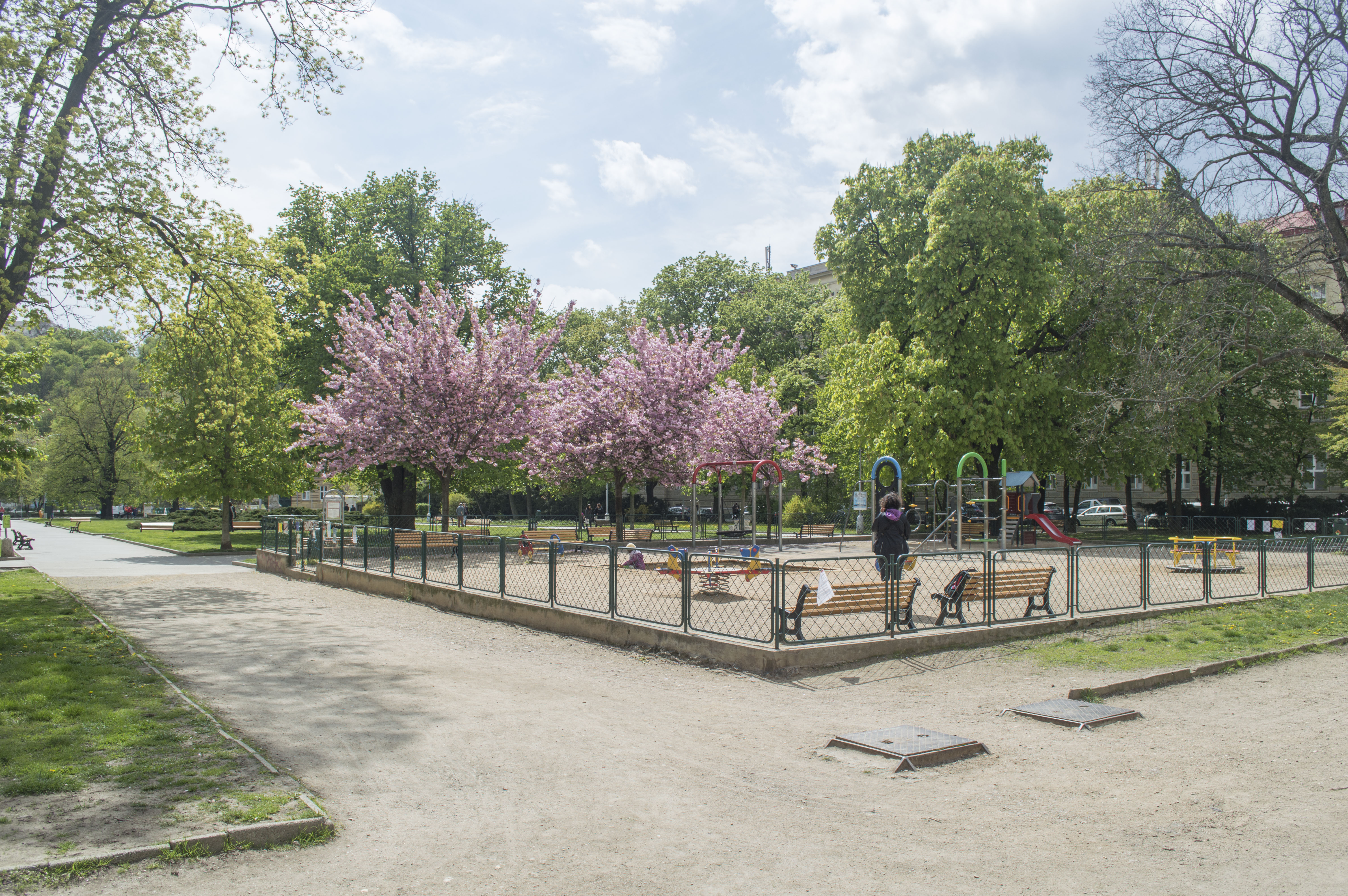
Dětské hřiště

## Stavby

### Zemská porodnice
Západní stranu náměstí ohraničuje budova porodnice, dnes součást Fakultní nemocnice, postavená v roce 1888.

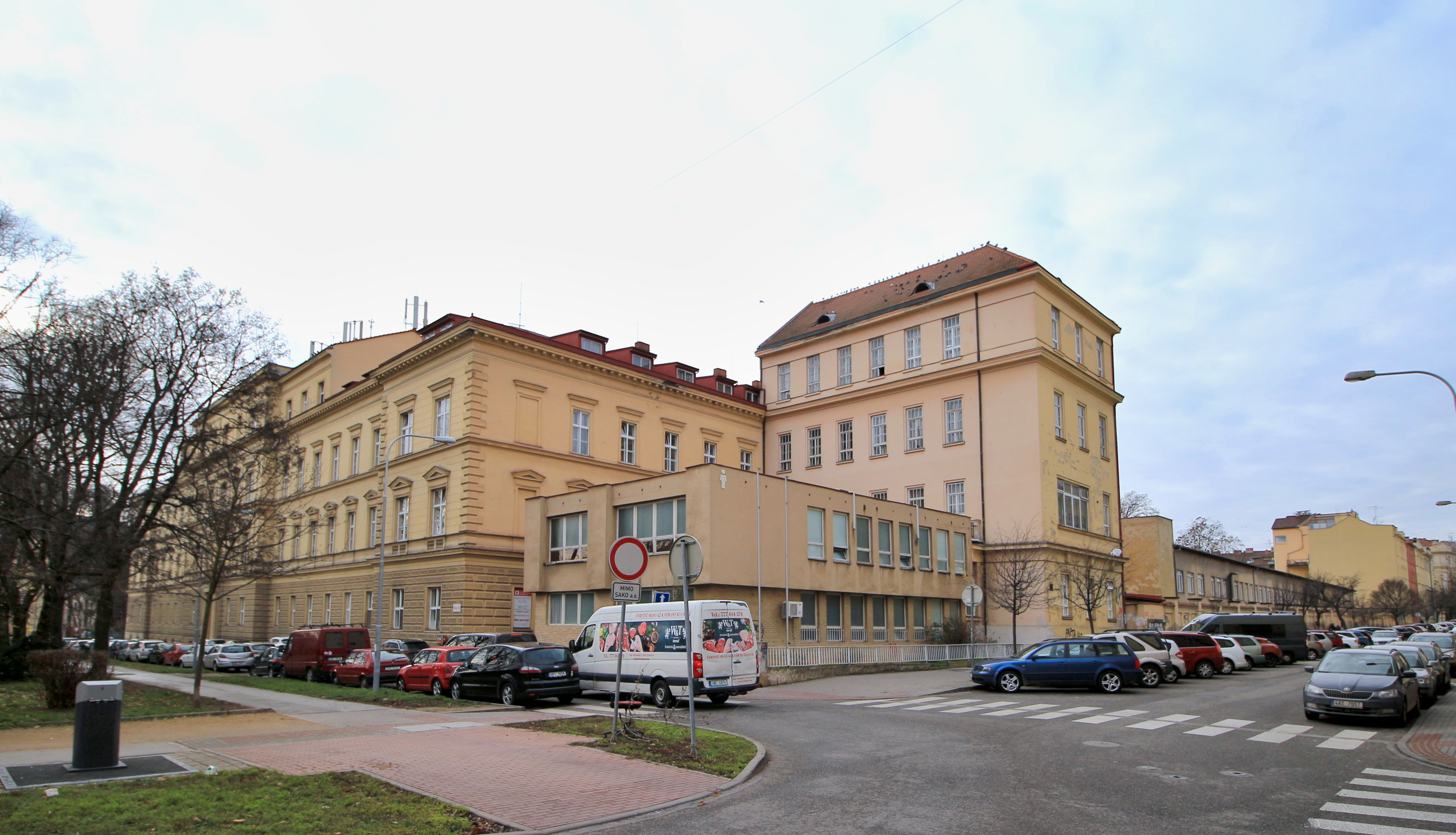
Budova Zemské porodnice (stav listopad 2017)

### Čekárna pouliční dráhy

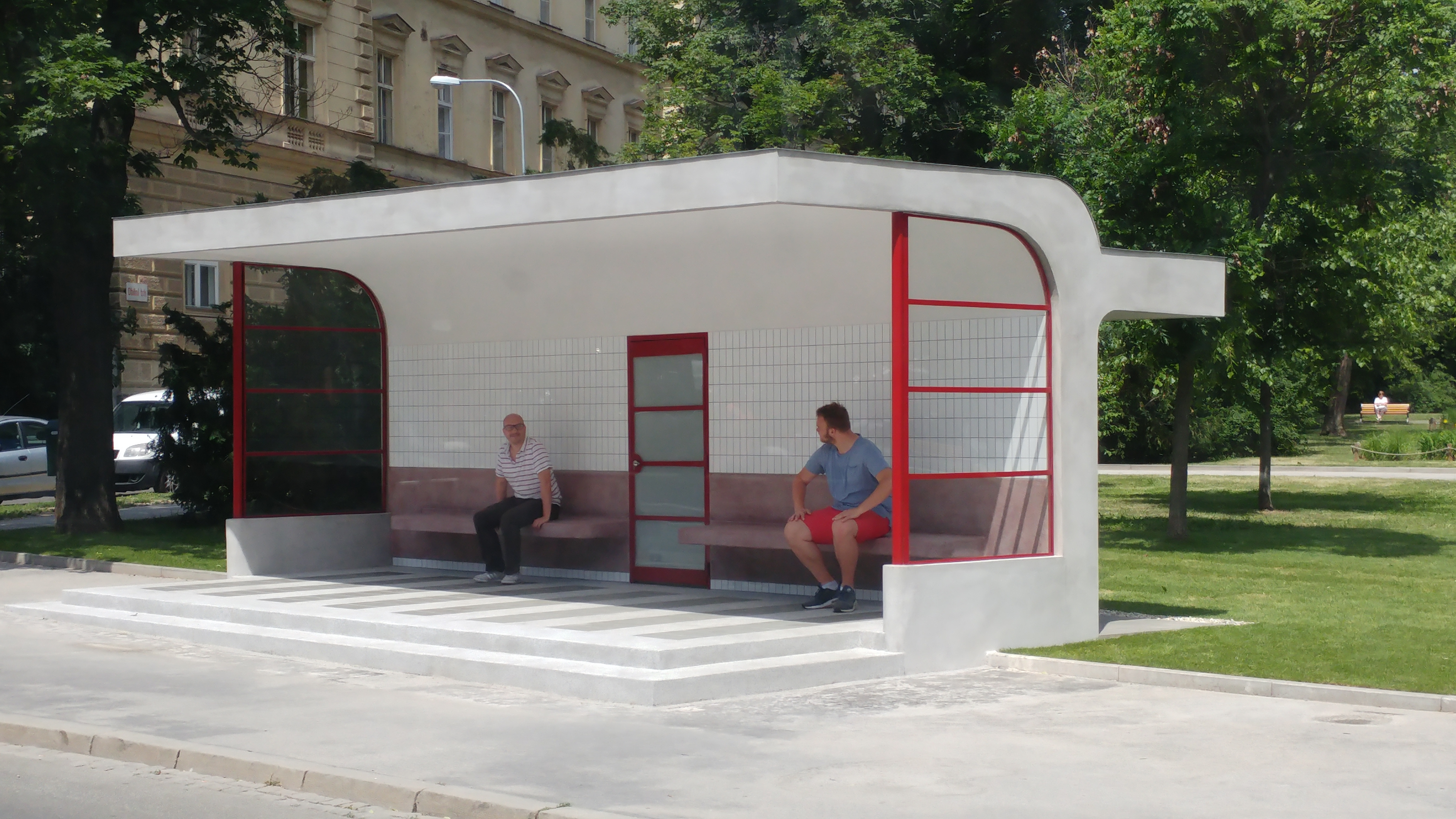
Zastávka Oskara Pořísky, stav po rekonstrukci

U parku stojí drobná funkcionalistická stavba zastávky z roku 1928, kterou navrhl Oskar Poříska.